# アルマ (小惑星)
アルマ (390 Alma) は、小惑星帯に位置する小惑星。
フランスの天文学者ギヨーム・ビゴルダンがパリ天文台で発見した。ウクライナのアルマ川にちなみ命名された。
エウノミア族と同じような軌道を回っているが、スペクトルによればD型ないしT型小惑星であり、S型小惑星で構成されるエウノミア族のメンバーではないと考えられる。